# Xoloitzcuintle
Le xoloitzcuintle, en abrégé xolo (prononcé /ʃo.lo/, comme « cholo »), aussi appelé chien nu mexicain ou chien nu du Mexique, est une race de chien très ancienne et rare, originaire du Mexique. Il existe deux variétés pour cette race : l'une sans poil, l'autre avec des poils, toutes deux identiques à l'exception de la denture et de la robe.

## Étymologie
Le nom « xoloitzcuintle » vient du nahuatl xōlōitzcuintli (singulier, prononcé [ ʃoːloːit͡sˈkʷint͡ɬi] ; pluriel xōlōitzcuintin, prononcé [ ʃoːloːit͡sˈkʷintin]). Le nom xōlōitzcuintli vient de celui du dieu Xolotl et de itzcuīntli (prononcé [it͡skʷiːnt͡ɬi]), « chien » en Nahuatl.

## Histoire

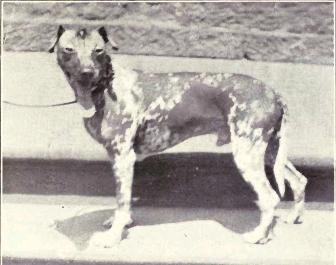
Un sujet de 1915.

Comme son nom l'indique, le xoloitzcuintle, appelé ainsi en nahuatl en référence au dieu aztèque Xolotl, dont il serait le représentant, trouve ses origines au Mexique.
Selon les traditions religieuses mésoaméricaines, ce chien, dont l'espèce sans poil était peu représentée par rapport à l'ensemble des chiens poilus, était supposé conduire les âmes des défunts vers le territoire des morts, le Mictlan. Les Aztèques ont élevé cette race de chien pour les sacrifier lors des rituels funéraires, afin que l'esprit du chien guide celui du défunt jusqu'au Mictlan ; dans les actuels États mexicains de Colima, de Michoacán et de Jalisco, on retrouve fréquemment dans les tombes anciennes des statues en céramiques de xoloitzcuintle remplaçant le sacrifice de l'animal. Ils étaient aussi recherchés comme compagnons, ou même chauffe-lit en raison de leur température corporelle élevée.
La présence de ces chiens nus est attestée dans les Caraïbes, notamment en 1492 dans le journal de Christophe Colomb[réf. nécessaire]. De même, le père Bernardino de Sahagún qui a étudié la culture des mésoaméricains au XVIe siècle a témoigné de l'existence de ces chiens nus[réf. nécessaire].
Le chien nu mexicain aurait été importé d'Asie par des peuples nomades par le détroit de Behring. Il serait ainsi descendant d'un chien de Mandchourie, le Tai-Tai aujourd'hui appelé chien chinois à crête. Cependant la piste migratoire de ce chien aurait été contredite par la découverte d'un crâne de xoloitzcuintle datée de 1300 à 1000 avant notre ère, alors que le plus ancien ossement de Tai-Tai ne dépasserait pas 1 000 ans d'ancienneté[réf. nécessaire].
La viande du xoloitzcuintle (xoloitzcuintli en langue nahuatl) était considérée comme un mets délicat. Les indigènes en mangeaient au cours de cérémonies particulières, rituel de leurs croyances. La Canófila Mexicana (Kennel Club Mexicain) a permis le sauvetage de la race et se sert d’un xoloitzcuintle pour son logo depuis 1940.

## Standard
Le xoloitzcuintle existe en deux variétés - avec ou sans poil - et en trois tailles différentes (petite, intermédiaire et grande FCI). Le corps est bien proportionné, la poitrine est large, la cage thoracique spacieuse, les membres et la queue sont longs. La variété sans poil à une peau douce et lisse. La variété poilue est entièrement recouverte de poils, bien qu'il puisse être peu abondant sur le ventre et dans la région interne des membres postérieurs. Pour plus de renseignements sur les caractéristiques en vigueur un standard de la race est mis à jour : FCI 234 

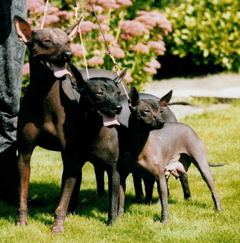
Le xoloitzcuintle existe en trois tailles.
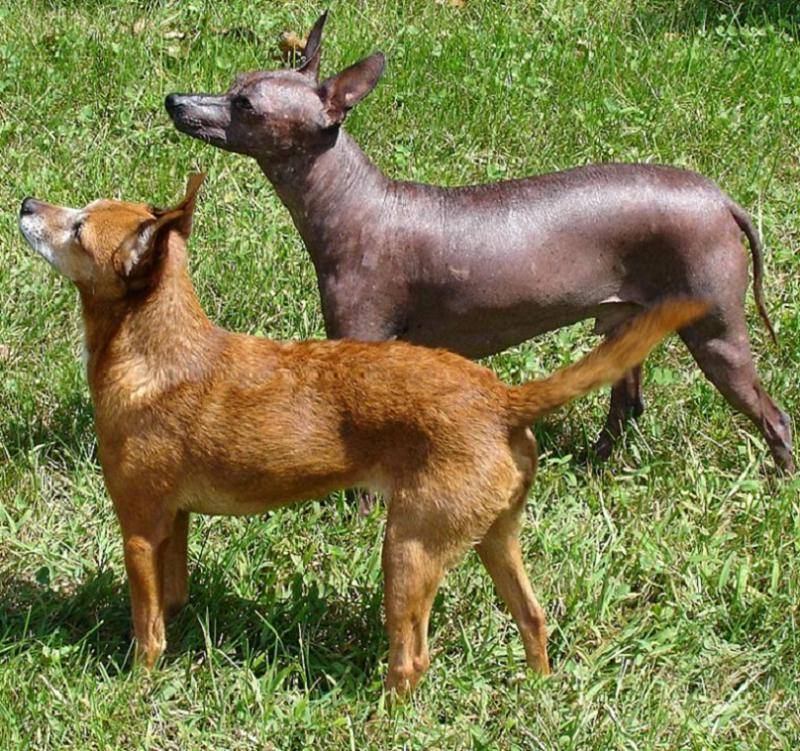
Les variétés sans et avec poil.

## Caractère
Le chien nu du Mexique est une race silencieuse et calme à l’intérieur, gaie, vigilante et intelligente.  Bien qu'il puisse se montrer méfiant envers les étrangers, le Chien Nu Mexicain est souvent extrêmement affectueux envers sa famille[réf. nécessaire]. C'est un bon chien de garde et il n'est jamais agressif. 

## Xoloitzcuintle célèbres
- El Xolo, marionnette géante de la compagnie Royal de Luxe accompagnant les célèbres géants de la compagnie. Le Xolo de Royal de Luxe a été accueilli pour des spectacles de théâtre de rue dans cinq villes : à Guadalajara au Mexique (« Le Géant de Guadalajara » , 2010) à Nantes (« El Xolo», 2011), à Liverpool (« L’Odyssée de la Mer », 2012,« Mémoires d’août 1914 », 2014, « Le rêve de Liverpool » 2018), à Montréal (« Les Géants, la grande invitation», Canada, 2017), et à Leuwarden aux Pays-Bas (« Le Grand Patin dans la Glace », 2018, Pays Bas)[11].
- Dante dans le film d'animation Coco sorti en 2017.